# Monoculodes simplex
Monoculodes simplex är en kräftdjursart som beskrevs av Hansen 1888. Monoculodes simplex ingår i släktet Monoculodes och familjen Oedicerotidae. Inga underarter finns listade i Catalogue of Life.